# Всё, что у меня есть
«Всё, что у меня есть» (англ. Freeheld) — американский художественный фильм 2015 года режиссёра Питера Соллетта. Сценарий фильма написан Роном Нисуонером на основе документальной картины Синтии Вейд «Право на наследие» 2007 года, получившей «Оскар» за лучший короткометражный фильм. Главные роли исполнили Джулианна Мур и Эллен Пейдж.
История Лорел Хестер прогремела по всей стране в 2005 году, когда упорная женщина, 23 года прослужившая в полиции округа Оушен в штате Нью-Джерси, начала бороться за то, чтобы её возлюбленная могла получать пенсионные выплаты после её надвигающейся кончины. Истории Лорел Хестер посвящён документальный фильм Синтии Вейд «Право на наследие» (2007), заслуживший «Оскар» за лучший короткометражный фильм.

## Сюжет
Лорел Хестер (Джулианна Мур), заслуженный офицер полиции штата Нью-Джерси, живёт со своей возлюбленной Стейси Андре (Эллен Пейдж). Внезапно Лорел получает убийственное известие: у неё обнаружен рак лёгких в 4 стадии, и её шансы выжить невелики. Она хочет завещать свои заслуженные пенсионные сбережения спутнице жизни, как делают её гетеросексуальные коллеги. Однако местные власти в лице пяти республиканских депутатов отказывают ей в праве передать сбережения, так как её партнер — женщина. Лорел, всегда скрывавшая свою ориентацию от коллег и начальства, на пороге смерти начинает открытую борьбу за справедливость ради женщины, которую она любит. К борьбе Лорел за равенство перед законом присоединяются её напарник Дейн Уэллс (Майкл Шеннон) и активист Стивен Голдштейн (Стив Карелл). Благодаря их усилиям и полиция, и обычные граждане вступают в борьбу за равноправие всех пар.

## В ролях
- Джулианна Мур — Лорел Хестер[4]
- Эллен Пейдж — Стейси Андре[5]
- Майкл Шеннон — Дейн Уэллс
- Стив Карелл — Стивен Голдштейн[6]
- Люк Граймс — Тодд Белкин
- Мэри Бердсонг — Кэрол Андре
- Келли Дэдмон — Линда Хестер Ди Орио
- Гэбриел Луна — Кесада
- Энтони Десандо — Тухи

## Производство
В 2010 году сценарист Рон Нисуонер объявил о своём желании написать адаптацию на документальную короткометражку Синтии Вейд «Право на наследие». В то время, актриса Эллен Пейдж уже согласилась сыграть Стейси Андре; в 2014 году она заявила, что принимала участие в разработке проекта почти 6 лет. Она была первая, кто присоединился к актёрскому составу. Продюсеры Майкл Шамберг и Стейси Шер переслали ей копию документального фильма Уэйд и спросила, заинтересованна ли она сняться в главной роли, на что она «сразу же согласилась». Кэтрин Хардвик была выбрана на роль режиссёра фильма, но позже выбыла из проекта. В 2012 году режиссёром был выбран Питер Соллетт. Джулианна Мур присоединилась к актёрскому составу в феврале 2014 года. На роль Стивена Голдштейна был выбран Зак Галифианакис, который был позже заменён на Стива Карелла. Андре консультировала Пейдж, Соллетта и Нисуонера по поводу фильма.

## Релиз
Премьера фильма состоялась 2 октября 2015 года в ограниченном выпуске.

## Критика
Фильм получил в целом негативные отзывы кинокритиков. На сайте Rotten Tomatoes фильм имеет рейтинг 48 % на основе 127 рецензий со средним баллом 5.6 из 10. На сайте Metacritic фильм имеет оценку 50 из 100 на основе 30 рецензий критиков, что соответствует статусу «смешанные или средние отзывы».